# Nazionale femminile di calcio di Panama
La nazionale di calcio femminile di Panama è la rappresentativa calcistica femminile internazionale del Panama, gestita dalla locale federazione calcistica (FEPAFUT).
In base alla classifica emessa dalla FIFA il 15 marzo 2024, la nazionale femminile occupa il 55º posto del FIFA/Coca-Cola Women's World Ranking.
Come membro della CONCACAF può partecipare a vari tornei di calcio internazionali, quali il campionato mondiale FIFA, la CONCACAF Women's Championship, i Giochi olimpici estivi, i Giochi panamericani e i tornei a invito.

## Storia
La nazionale panamense ha disputato la sua prima partita ufficiale il 29 luglio 2002 con la partita d'esordio alle qualificazioni alla CONCACAF Women's Gold Cup 2002. Con due vittorie su quattro partite guadagnò l'accesso alla fase finale: inserita nel gruppo A, dopo aver battuto Trinidad e Tobago, ha perso contro Messico e Stati Uniti, venendo eliminata dalla competizione. Ottenne la qualificazione alla fase finale anche nel 2006, dalla quale venne subito eliminata al primo turno dalla Giamaica.

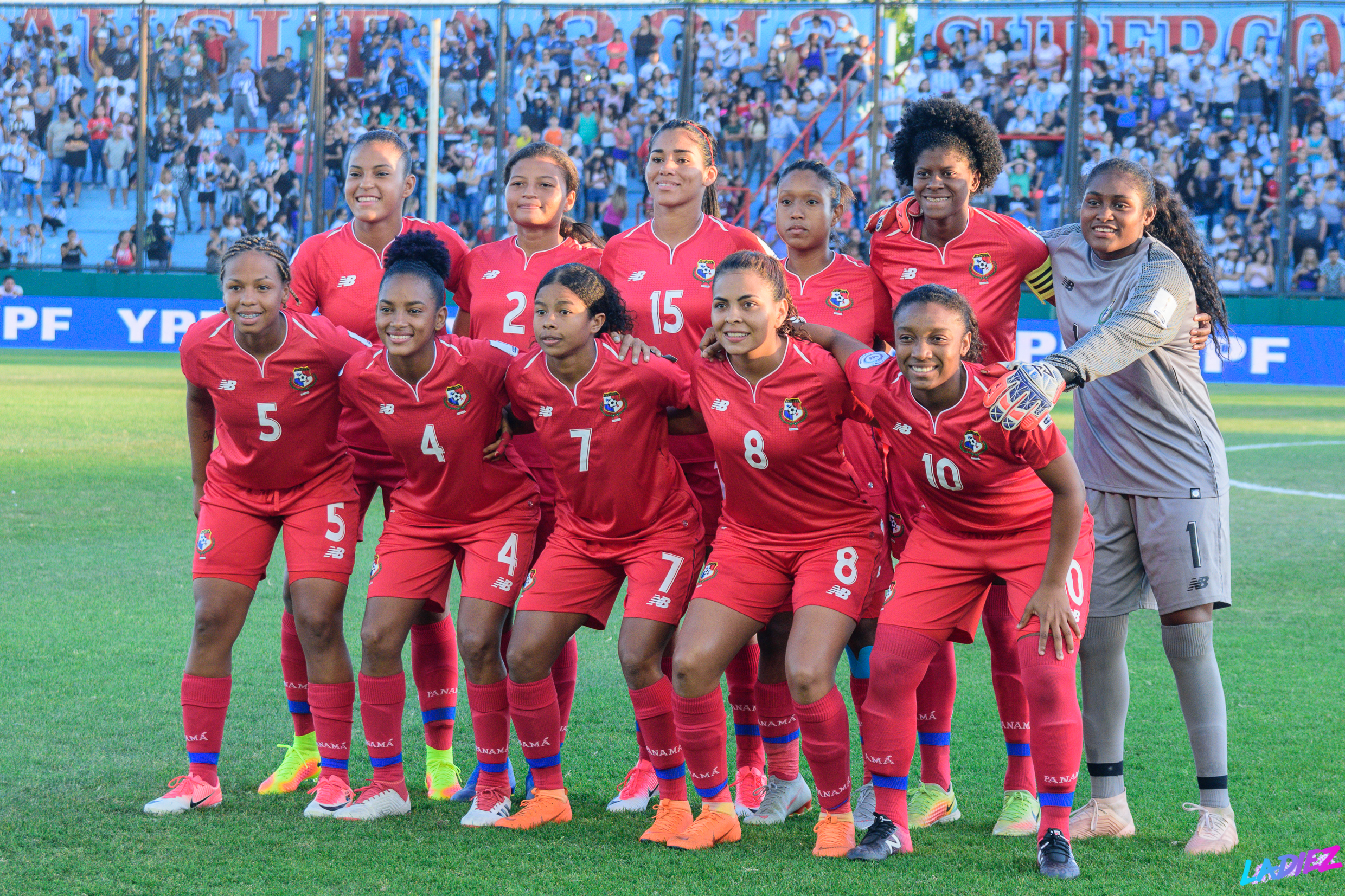
Formazione della nazionale panamense l'8 novembre 2018 per la partita con l'Argentina.

Tornò a disputare la fase finale della CONCACAF Women's Championship, nuova denominazione della competizione, nel 2018. Nuovamente nel gruppo A con Stati Uniti, Messico e Trinidad e Tobago, diversamente dal 2002, con due vittorie su tre partite, le panamensi ottennero l'accesso alle semifinali. Qui giunse una netta sconfitta per 0-7 contro il Canada e la successiva disputa della finale per il terzo posto contro la Giamaica, persa ai tiri di rigore, mancando così l'accesso diretto al campionato mondiale 2019. Grazie al quarto posto Panama giocò contro l'Argentina lo spareggio CONCACAF-CONMEBOL per un posto al campionato mondiale. Nella gara d'andata vinsero le argentine in casa per 4-0, mentre il ritorno si concluse in parità sull'1-1, così che fu l'Argentina a qualificarsi al mondiale.
La partecipazione alla CONCACAF Women's Championship 2022 si concluse con l'eliminazione al termine della fase a gruppi, ma il terzo posto nel proprio raggruppamento diede alle panamensi l'accesso ai play-off intercontinentali per la qualificazione al campionato mondiale 2023. Inserita nel raggruppamento C dei play-off, ha prima sconfitto in semifinale Papua Nuova Guinea per 2-0 e poi battuto in finale il Paraguay per 1-0 grazie a una rete di Lineth Cedeño, qualificandosi per la prima volta alla fase finale del campionato mondiale.

## Tutte le rose

### Campionato mondiale
Coppa del Mondo FIFA 20231 Fábrega, 2 Jaén, 3 Natis, 4 Castillo, 5 Pinzón, 6 Salazar, 7 E. Cedeño, 8 González, 9 Riley, 10 Cox, 11 Mills, 12 Bailey, 13 Tanner, 14 Montenegro, 15 Vargas, 16 Espinosa, 17 Batista, 18 Hernández, 19 L. Cedeño, 20 Quintero, 21 De Obaldía, 22 Córdoba, 23 Baltrip-Reyes, CT: Quintana

### CONCACAF Women's Championship
CONCACAF Women's Championship 20181 Bailey, 2 Jaén, 3 Murillo, 4 Castillo, 5 Pinzón, 6 Quintero, 7 Rangel, 8 Batista, 9 Riley, 10 Cox, 11 Mills, 12 Córdoba, 13 Alvarado, 14 Pérez, 15 Espinosa, 16 Díaz, 17 Angulo, 18 Hernández, 19 Cedeño, 20 Montenegro, CT: Suárez

## Rosa
Lista delle 23 giocatrici convocate dal selezionatore Ignacio Quintana per il campionato mondiale 2023 in programma dal 20 luglio al 20 agosto 2023. Presenze e reti al momento delle convocazioni.
| N. | Pos. | Giocatore            | Data nascita (età)          | Pres. | Reti | Squadra                   |
| -- | ---- | -------------------- | --------------------------- | ----- | ---- | ------------------------- |
| 1  | P    | Sasha Fábrega        | 23 ottobre 1990 (32 anni)   |       |      | Independiente La Chorrera |
| 2  | D    | Hilary Jaén          | 29 agosto 2002 (20 anni)    |       |      | Jones County Bobcats      |
| 3  | D    | Wendy Natis          | 19 agosto 2001 (21 anni)    |       |      | América de Cali           |
| 4  | D    | Katherine Castillo   | 23 marzo 1996 (27 anni)     |       |      | Tauro                     |
| 5  | D    | Yomira Pinzón        | 23 agosto 1996 (26 anni)    |       |      | Saprissa                  |
| 6  | C    | Deysiré Salazar      | 4 maggio 2004 (19 anni)     |       |      | Tauro                     |
| 7  | C    | Emily Cedeño         | 22 novembre 2003 (19 anni)  |       |      | Tauro                     |
| 8  | C    | Schiandra González   | 4 luglio 1995 (28 anni)     |       |      | Tauro                     |
| 9  | A    | Karla Riley          | 18 settembre 1997 (25 anni) |       |      | Sporting San José         |
| 10 | C    | Marta Cox            | 20 luglio 1997 (26 anni)    |       |      | Pachuca                   |
| 11 | C    | Natalia Mills        | 22 marzo 1993 (30 anni)     |       |      | Alajuelense               |
| 12 | P    | Yenith Bailey        | 29 marzo 2001 (22 anni)     |       |      | Tauro                     |
| 13 | A    | Riley Tanner         | 15 ottobre 1999 (23 anni)   |       |      | Washington Spirit         |
| 14 | C    | Carmen Montenegro    | 5 dicembre 2000 (22 anni)   |       |      | Sporting San Miguelito    |
| 15 | D    | Rosario Vargas       | 9 agosto 2002 (20 anni)     |       |      | Rayo Vallecano B          |
| 16 | D    | Rebeca Espinosa      | 5 luglio 1992 (31 anni)     |       |      | Sporting San Miguelito    |
| 17 | C    | Laurie Batista       | 29 maggio 1996 (27 anni)    |       |      | Tauro                     |
| 18 | C    | Erika Hernández      | 17 marzo 1999 (24 anni)     |       |      | Plaza Amador              |
| 19 | A    | Lineth Cedeño        | 5 dicembre 2000 (22 anni)   |       |      | Sporting San Miguelito    |
| 20 | C    | Aldrith Quintero     | 1º gennaio 2002 (21 anni)   |       |      | Alhama                    |
| 21 | D    | Nicole De Obaldía    | 16 marzo 2000 (23 anni)     |       |      | Herediano                 |
| 22 | P    | Farissa Córdoba      | 30 giugno 1989 (34 anni)    |       |      | Ñañas                     |
| 23 | D    | Carina Baltrip-Reyes | 1º luglio 1998 (25 anni)    |       |      | Marítimo                  |